# Ladainha
Ladainha är en kommun i Brasilien.   Den ligger i delstaten Minas Gerais, i den sydöstra delen av landet, 700 km öster om huvudstaden Brasília. Antalet invånare är 16 999.
Omgivningarna runt Ladainha är huvudsakligen savann. Runt Ladainha är det glesbefolkat, med 15 invånare per kvadratkilometer.